# 스위스 교통박물관
스위스 교통박물관(독일어: Verkehrshaus der Schweiz)은 스위스 루체른에 소재한 교통박물관이다. 철도, 자동차, 선박, 항공기 등 모든 형태의 교통 뿐만 아니라 통신 기술을 다루고 있는 스위스에서 가장 유명한 박물관 중 하나이다.

## 같이 보기
- 교통박물관 목록